# Сертификация
С т.з. технического регулирования сертифика́ция — это форма подтверждения соответствия объектов установленным требованиям, осуществляемая органом по сертификации (, ст.2).
Сертификация — это подтверждение соответствия третьей стороной (акцентирует, п.5.5). Тем она и отличается от другой формы подтверждения соответствия — декларирования соответствия, — которая в свою очередь является подтверждением соответствия первой стороной (, п.4.4). Первая сторона — лицо или организация, предоставляющее(ая) объект (, п.2.2); третья сторона — лицо или орган, независимое(ый) от лица или организации, предоставляющего(ей) объект, и от пользователя, заинтересованного в этом объекте ( п.2.4).
Общей целью сертификации является придание уверенности всем заинтересованным сторонам в том, что продукция, процессы и услуги удовлетворяют установленным требованиям (, введение).
В результате сертификации предполагается получение сертификата соответствия, что не является гарантированным результатом: орган по сертификации полномочен отказать как в сертификации, так и в выдаче сертификата соответствия в ряде случаев.

## Объекты сертификации
Объекты сертификации различны, определяющим фактором является характер сертификации (обязательная или добровольная). Так, при обязательной сертификации объектами ее может быть только продукция (, ст.23 ч.1); при добровольной их перечень обширнее ( ст.21 ч.1):
- продукция;
- процессы, связанные с выпуском продукции;
- работы (услуги);
- любые объекты, в отношении которых установлены требования документами по стандартизации, системами добровольной сертификации, договорами (например, системы менеджмента, персонал ([2], п.5.5), кроме органов по оценке соответствия ([2], п.5.5 прим.2).

Упомянутый перечень объектов добровольной сертификации, к сожалению, противоречит ст.1 ч.1 третьему абзацу, где приведен более широкий список процессов, а главное — допустимый перечень объектов сертификации гораздо уже. Так, работы и услуги рассматриваются не вообще, а только те, которые осуществляются лишь в целях добровольной сертификации; в отношении же «любых объектов» — их там нет в принципе.
Т.о. перечень объектов добровольной сертификации согласно ст.21 противоречит ст.1 , причем в грубой форме.
На что ориентироваться при таком противоречии, чему верить? Имеет смысл исходить из названия закона, которым очерчены его рамки. Это не закон обо всем, а о техническом регулировании, регулировании, связанном с требованиями к продукции, технике. В этом смысле ст.1 Закона корректна, более достоверна.